# Highveld Lions
Die Highveld Lions (oft nur Lions) waren ein südafrikanisches Cricketteam. Es wurde 2003 als neues Team gegründet und ging aus den First-Class Teams Gauteng und dem North-West Cricketteam hervor. Die Heimatstadien waren das Wanderers Stadium in Johannesburg und das Senwes Park in Potchefstroom. Das Team spielte in verschiedenen nationalen Cricketwettbewerben, wie dem Currie Cup, dem One-Day Cup und der Ram Slam T20 Challenge. Nach dem Ende der Saison 2020/21 wurde das Franchise im Rahmen der Reform des südafrikanischen Crickets aufgelöst.

## Currie Cup
Der Currie Cup ist der First-Class Wettbewerb in Südafrika. Das jährlich stattfindende Turnier konnten die Highveld Lions seit ihrer Gründung 2003 insgesamt dreimal in den Saisons 2014/15, 2018/19 und 2019/20 gewinnen.

## One-Day-Cup
Der One-Day Cup ist der List A-Wettbewerb, der über 50 Overs zwischen den First-Class Cricketteams gespielt wird. Seit der Gründung des Teams konnte es den Cup einmal allein (Saison 2015/2016) und einmal geteilt gewinnen (Saison 2012/2013).

## Ram Slam T20 Challenge
Den Twenty20-Wettbewerb Südafrikas konnten sie insgesamt viermal gewinnen.
| Jahr    | Spiele | Siege | Niederlagen | No Result | Endplatzierung (Vorrunde) |
| ------- | ------ | ----- | ----------- | --------- | ------------------------- |
| 2003/04 | 5      | 1     | 4           | 0         | Vorrunde (6/6)            |
| 2004/05 | 5      | 3     | 2           | 0         | Halbfinale (3/6)          |
| 2005/06 | 4      | 2     | 2           | 0         | Halbfinale (4/6)          |
| 2006/07 | 5      | 4     | 1           | 0         | Sieger (2/6)              |
| 2007/08 | 5      | 1     | 3           | 1         | Vorrunde (6/6)            |
| 2008/09 | 5      | 0     | 3           | 2         | Vorrunde (6/6)            |
| 2009/10 | 5      | 3     | 2           | 0         | Halbfinale (3/6)          |
| 2010/11 | 5      | 1     | 3           | 1         | Vorrunde (5/6)            |
| 2011/12 | 12     | 7     | 2           | 3         | Finalist (1/7)            |
| 2012/13 | 10     | 7     | 3           | 0         | Sieger (1/6)              |
| 2013/14 | 10     | 1     | 7           | 2         | Vorrunde (6/6)            |
| 2014/15 | 10     | 6     | 3           | 1         | Halbfinale (2/6)          |
| 2015/16 | 10     | 4     | 6           | 0         | Vorrunde (5/6)            |
| 2016/17 | 10     | 5     | 5           | 0         | Halbfinale (3/6)          |
| 2017/18 | 10     | 2     | 4           | 4         | Vorrunde (5/6)            |
| 2018/19 | 10     | 5     | 2           | 3         | Sieger (1/6)              |
| 2020/21 | 5      | 4     | 1           | 0         | Sieger (2/6)              |

## Champions League Twenty20
Die Highveld Lions konnten sich über die Ram Slam T20 Challenge für die Champions League Twenty20 qualifizieren.
| Jahr | Spiele | Siege | Niederlagen | No Result | Endplatzierung (Vorrunde) |
| ---- | ------ | ----- | ----------- | --------- | ------------------------- |
| 2010 | 4      | 2     | 2           | 0         | Vorrunde (3/5)            |
| 2012 | 4      | 2     | 2           | 0         | Finale (2/5)              |
| 2013 | 4      | 0     | 3           | 1         | Vorrunde (4/5)            |

## Erfolge

### First Class Cricket
Gewinn des Currie Cups (3): 2014/15, 2014/15, 2018/19, 2019/20

### One-Day Cricket
Gewinn des One-Day Cup (1+1 geteilt): 2012/2013 (geteilt), 2015/2016

### Twenty20
Gewinn des Ram Slam T20 Challenge (4): 2006/07, 2012/13, 2018/19, 2020/21